# Leucochloridium paradoxum
Leucochloridium paradoxum, es un parásito platelminto (o "helminto") que usa gasterópodos como un anfitrión intermedio. Se encuentra normalmente en caracoles de tierra del género Succinea que viven en Europa y América del Norte donde infecta los ojos del anfitrión haciéndoles parecer orugas o gusanos. Los pájaros los comen y se convierten en los anfitriones donde leucochloridium paradoxum madura y pone huevos en el recto que más tarde son excretados en las heces del pájaro.

## Morfología
Las especies de Leucochloridium tienen un aspecto muy similar cuando son adultos. Muchos de ellos carecen de una estructura dura y varían mucho en tamaño. La manera más común de diferenciar las especies de Leucochloridium es mirar sus sacos de incubación y sus patrones de bandas. Leucochloridium paradoxum generalmente muestra sacos que muestran franjas verdes con puntos marrones y negro oscuro. Durante el desarrollo, el parásito varía en tamaño y forma. Los huevos de leucochloridium paradoxum son marrones y de forma ovalada. El miracidio durante la primera etapa de desarrollo es largo y claro. Una vez que el miracidio se transforma en esporoquiste, se presenta como sacos que infectan a los anfitriones de caracol en sus ojos y palpitan en color rojo, amarillo y verde. El esporoquiste después se convierte en cercaria que tiene una cola junto con un tracto digestivo que está alineado con una vejiga excretora que se extiende hasta la cola. La cercaria también posee dos ocelos. Al final del ciclo, los adultos lucen como gusanos con espinas y están aplanados por la parte dorsal con ventosas para sujetar al anfitrión definitivo.

## Ciclo de vida
El gusano en su estado larvario, miracidio, viaja al sistema digestivo de un caracol para desarrollarse en la siguiente etapa, un esporoquiste. El esporoquiste crece en tubos largos para formar "sacos" hinchados llenos de decenas a cientos de cercarias. Estos sacos invaden los tentáculos del caracol (prefiriendo el izquierda, si se encuentra este disponible), causando una brillante transformación de los tentáculos dándoles un aspecto hinchado, palpitante y colorido que imita la apariencia de una oruga o larva. Los sacos pulsan en respuesta a la intensidad luminosa, y en la oscuridad total no pulsan en absoluto. La infección de los tentáculos de los ojos inhiben la percepción de la intensidad de la luz. Mientras que los caracoles no infectados buscan áreas oscuras para evitar la depredación, los caracoles infectados tienen un déficit en la detección de luz y son más propensos a exponerse a los depredadores, como las aves. En un estudio realizado en Polonia, el 53% de los caracoles infectados permanecieron en espacios más abiertos, sobre una vegetación más alta y en lugares mejor iluminados que los caracoles no infectados. Mientras que solo el 28% de los caracoles no infectados permanecieron completamente expuestos durante el período de observación. Las aves son los anfitriones definitivos donde las cercarias pasan a la etapa adulta dentro de su sistema digestivo. Estas formas adultas se reproducen sexualmente y ponen huevos que se liberan del huésped a través del sistema excretor del ave. Estos excrementos son luego consumidos por los caracoles para completar el ciclo de vida de este gusano parásito. 
El comportamiento resultante del parásito es un caso de mimetismo agresivo, donde el parásito se parece vagamente a la comida del anfitrión definitivo. Esto le da al parásito entrada al cuerpo del anfitrión; esto es diferente a otros casos de mimetismo agresivo, donde sólo una parte del anfitrión se parece a la presa del objetivo.
Este ciclo de vida es similar al de otras especies de género Leucochloridium.

## Hábitat
L. paradoxum se encuentra en áreas húmedas como los bosques de América del Norte y Europa donde se encuentran sus anfitriones definitivos e intermedios como los caracoles del género Succinea y varios pájaros (cuervos, arrendajos, gorriones y pinzones).

## Distribución
Leucochloridium paradoxum fue originalmente reportado en Alemania. Otras ubicaciones incluyen Noruega y Polonia.

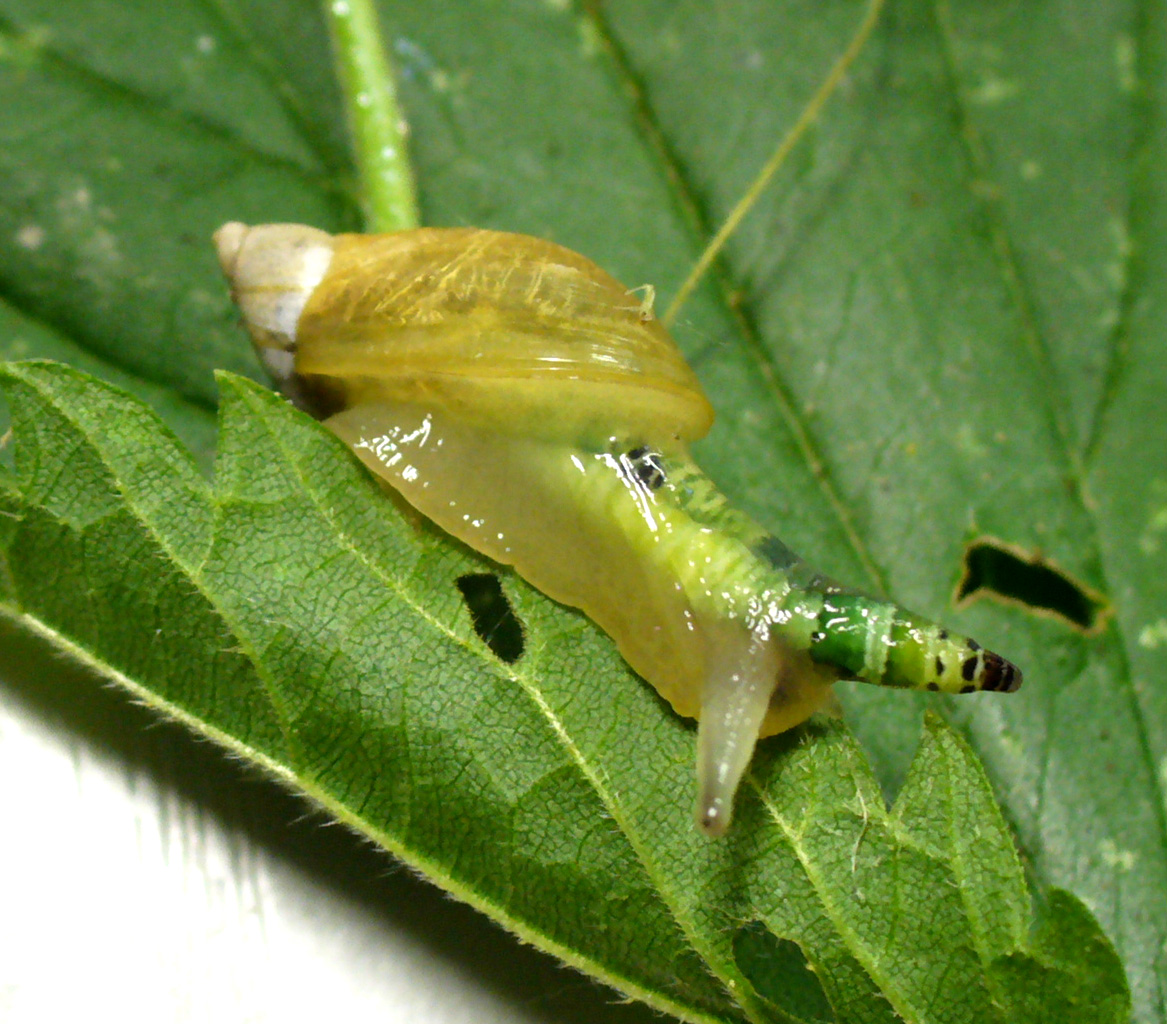
Caracol de tierra Succinea putris con Leucochloridium paradoxum dentro del tentáculo del ojo izquierdo

## Anfitriones
Anfitriones intermedios:
- Succinea putris

Anfitriones:
- Pájaros
- diamante cebra (Taeniopygia guttata) – experimental[1]